# David Seidler
David Seidler (Londres, julho de 1937 – Nova Zelândia, 16 de março de 2024) foi um dramaturgo e roteirista britânico . Como reconhecimento, venceu, no Oscar 2011, a categoria de Melhor Roteiro Original por The King's Speech.

## Créditos de redação
| Ano       | Título                                         | Notas                                                       |
| --------- | ---------------------------------------------- | ----------------------------------------------------------- |
| 1965–1967 | Adventures of the Seaspray                     | 6 episódios                                                 |
| 1981      | Another World                                  | 1 episódios                                                 |
| 1985      | Malice in Wonderland                           | Filme para TV                                               |
| 1988      | Onassis: The Richest Man in the World          | Filme para TV                                               |
| 1988      | My Father, My Son                              | Filme para TV                                               |
| 1988      | Tucker: The Man and His Dream                  | Longa-metragem (co-escrito com Arnold Schulman,)            |
| 1993      | Whose Child Is This? The War for Baby Jessica  | Filme para TV, co-escrito com Jacqueline Feather            |
| 1995      | Dancing in the Dark                            | Filme para TV (co-escrito com Jacqueline Feather)           |
| 1997      | Lies He Told                                   | Filme para TV (co-escrito com Jacqueline Feather)           |
| 1997      | Time to Say Goodbye?                           | Longa-metragem (co-escrito com Jacqueline Feather)          |
| 1998      | Goldrush: A Real Life Alaskan Adventure        | Filme para TV (co-escrito com Jacqueline Feather)           |
| 1998      | Quest for Camelot                              | Longa-metragem (co-escrito com Jacqueline Feather)          |
| 1999      | The King and I                                 | Longa-metragem (co-escrito com Jacqueline Feather)          |
| 1999      | Come On, Get Happy: The Partridge Family Story | Filme para TV (co-escrito com Jacqueline Feather)           |
| 1999      | Madeline: Lost in Paris                        | Filme direto para vídeo (co-escrito com Jacqueline Feather) |
| 2000      | By Dawn's Early Light                          | Filme para TV (co-escrito com Jacqueline Feather)           |
| 2003      | Soraya [it]                                    | Filme para TV (co-escrito com Jacqueline Feather)           |
| 2006      | Son of the Dragon                              | 2 episodes (co-escrito com Jacqueline Feather)              |
| 2008      | Kung Fu Killer                                 | Filme para TV (co-escrito com Jacqueline Feather)           |
| 2010      | The King's Speech                              | Longa metragem                                              |
| 2016      | Queen of Spades                                | Longa metragem                                              |